# Автобусний маршрут Лондона номер 78
Автобусний маршрут Лондона номер 78 — це маршрут між районами Шордіч та Нунхед в місті Лондон, що виконується компанією Arriva London.

## Історія
Спочатку маршрут 78 пролягав між районами Шордіч та Дулвіч.
В грудні 1952 року двоповерховий автобус номер 78 перетинав Тауерський міст. В той час оператор включав звукову сигналізацію та перекривав міст перед тим як розвести його. Проте, щось пішло не так. Автобус знаходився на краю південної частини моста, коли вона почала підніматися. Шофер Альберт Гунтер прийняв миттєве рішення прискорити автобус щоб перестрибнути через двометрову прогалину на північну проїжджу частину, що ще не почала підійматися. Кондуктор автобуса зламав ногу і ще 12 з 20 пасажирів отримали дрібні травми. Шофер пізніше отримав премію в £10.
13 серпня 1988 року маршрут був розширений від Пагорба Дулвіч до Пагорба Форест частково замінюючи маршрут 12. 10 листопада 1990 тендер по забезпеченню маршруту виграла автобусна компанія London & Country. 13 березня 1994 маршрут було змінено на Пекхам Рай — Пагорб Форест. 28 липня 1997 оператором маршрута стала автобусна компані Kentish Bus, що входила до Cowie Group, пізніше 31 січня 1998 Grey-Green і нашершті 27 травня 1999 Arriva London.
20 травня 2000 маршрут було роширено від Пекхам Рай до Нунхед.  А 16 жовтня 2010 депо автобусів було змінено на Ash Grove.
Arriva London повторно вигравала тендер на обслуговування маршруту в 2003, листопаді 2010 та листопаді 2015.  Нові Alexander Dennis Enviro 400  двоповерхові автобуси були виведені на маршрут  17 квітня 2011..
Після тендеру в листопаді 2015, було замовлено нову модифікацію машин  Enviro400H City. Очікувалось що вони з цього ж місяця вийдуть на маршрут.. Перші автобуси вийшли на маршрут 7го грудня.
- Шордіч Кальверт Авеню
- Шордіч Хай стріт станція
- Бішопсгейт
- Станція Ліверпуль-стріт
- Олдгейт станція
- Лондонський Тауер
- Tower of London
- Тауерський міст
- Сіті хол
- Бермондсей
- Пекхам Хай стріт
- Пекхам Рей станція
- Нунхед дорога Святой Марії